# Cristóbal Hernández de Quintana

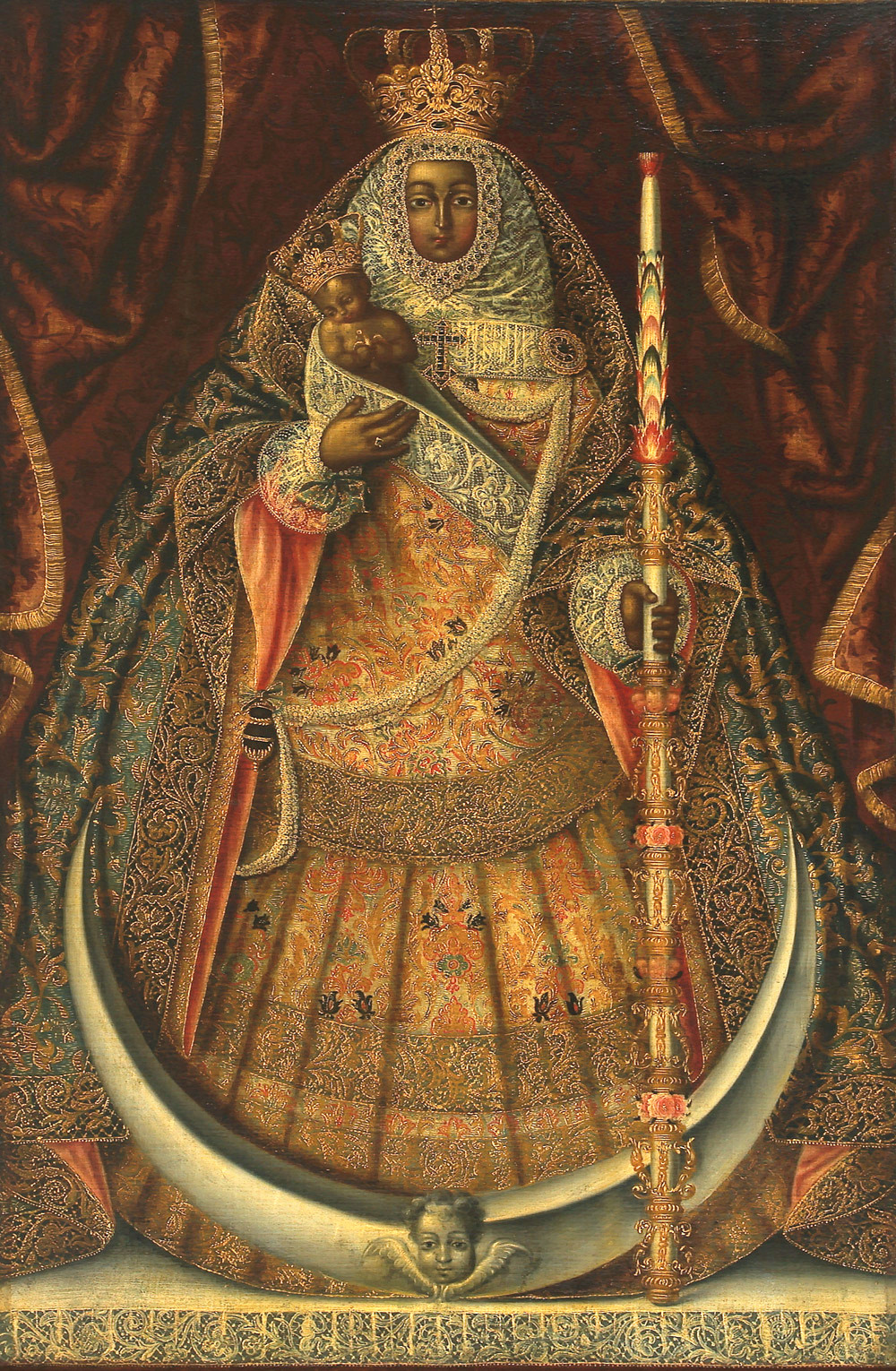
Pintura da Virgem da Candelária encontrada no Museu de Arte de Ponce (Puerto Rico).

Cristóbal Hernández de Quintana (1651-1725), foi um pintor barroco espanhol, o representante mais importante da pintura barroca nas Ilhas Canárias.

## Biografia
Nascido em La Orotava (Tenerife) como o filho ilegítimo de uma família rica da cidade vizinha de Los Realejos. Em sua juventude, ele se mudou para Las Palmas de Gran Canaria, onde a 15 de junho de 1671 ele se casou com María Perez de Vera.
Com a morte de sua mãe em 1679 ele voltou para Tenerife, onde se estabeleceu na cidade de San Cristóbal de La Laguna, onde ele se casou novamente, desta vez com María Perdomo de la Concepción em 1686. O casal teve pelo menos seis filhos.
Entre suas obras mais importantes são temas religiosos, como retábulos e pinturas. O altar-mor da antiga Basílica da Candelária stands. Em 1724 ele restaurou uma pintura de Juan de Roelas propriedade da Catedral de Santa Ana em Las Palmas.
Morreu em 1725 em San Cristóbal de La Laguna.